# SSBP3
SSBP3‏ (Single stranded DNA binding protein 3) هوَ بروتين يُشَفر بواسطة جين SSBP3 في الإنسان.